# Ratje
Ratje este o localitate din comuna Žužemberk, Slovenia, cu o populație de 35 de locuitori.